# Копидлувек (Лодзинське воєводство)
Копидлувек (пол. Kopydłówek) — село в Польщі, у гміні Біла Велюнського повіту Лодзинського воєводства.